# 미래나노텍
미래나노텍(영어: MNtech Co., Ltd.)은 대한민국에 본사를 둔 부품 소재 기업이다.
주요 제품으로 디스플레이 필름 및 플레이트, 터치스크린용 ITO 및 Metal mesh 솔루션, 교통안전용 재귀 반사 시트, 자동차 및 건물용 윈도 필름이 있다.

## 연혁
2002 ~ 2007년
- 2002년 8월: 미래나노텍 법인 설립
- 2002년 10월: No-Bead Type Film 제조 공법 개발
- 2003년 3월: 프리즘(부등변,피라미드) 개발
- 2004년 7월: UTEⅠ(Micro Lens Array Film)개발, 기술연구소 설립, 외국인 투자법인 등록
- 2004년 10월: 벤처기업 인증(신기술기업,서울지방중기청)
- 2005년 5월: 부품소재 전문기업 등록(산업지원부), 안성 제1공장 준공
- 2005년 6월: UTEⅠ 양산, UTE Ⅱ(Micro Lens Array Film)개발
- 2005년 10월: UTEⅡ 양산
- 2006년 1월: 안성 제2공장 준공
- 2006년 5월: ISO 9001 / 14001 인증
- 2006년 10월: 2006벤처기업대상 대통령 표창
- 2006년 11월: 300만불 수출의 탑 수상(한국무역협회)
- 2006년 12월: 100대 우수특허 대상 우수상 수상(한국일보), NEP 인증(산업자원부), 세계일류상품인증(산업자원부)
- 2007년 2월: 오창 제3공장 준공
- 2007년 3월: 대만지사 설립
- 2007년 7월: Technology fast 50 Korea 2007 대상(산업자원부), 기술혁신형 중소기업 "Inno-Biz"인증(중소기업청)
- 2007년 10월: 코스닥 상장, 전자부품기술대상 동상 수상(한국전자산업진흥회), 도지사표창 수상(경기벤처협회)
- 2007년 11월: KDB 글로벌스타 수상

2007 ~ 2011년
- 2008년 3월: 본사 오창 이전, 최초 월 매출 100억 달성
- 2008년 4월: 자회사(미래에쿼티파트너스) 설립
- 2008년 11월: 5000만불 수출의 탑 수상

2012 ~ 현재

## 사업영역
디스플레이 필름 및 플레이트, 터치스크린용 ITO 및 Metal mesh 솔루션, 교통안전용 재귀반사시트, 자동차 및 건물용 윈도 필름.

### 디스플레이 필름 및 플레이트
미래나노텍은 국내 업계로는 최초로 마이크로 렌즈 타입의 복합광학필름 개발에 성공했으며 뛰어난 기술력과 품질을 바탕으로 삼성, LG디스플레이, SHARP, BOE, AOU, Skyworth, TCL 등 글로벌 Major Set Maker 고객사들을 확보, 전 세계 LCD용 디스플레이 광학필름 시장 점유율 22%를 차지하고 있는 1위 기업이다. 아울러 모바일 디스플레이에 최적화된 필름 타입 도광판 (Light Guide Plate)을 비롯해 조명용 플레이트까지 다양한 제품으로 시장을 선도하고 있다.

### 터치스크린용 ITO 및 Metal mesh 솔루션
미래나노텍은 터치패널의 핵심 소재인 Sensor 필름과 Module, Chip Board까지 Total Solution을 제공하고 있다. 미래나노텍의 소형 제품용 ITO 필름은 계열사인 서피스텍(주) 에서, 중대형 제품용 Metal Mesh 필름은 본사에서 생산•공급하고 있다. 메탈 메시(Metal Mesh) 필름은 저항값이 낮아 반응속도가 빠르고, Roll To Roll 공정을 통한 대량양산 및 70인치까지 대형화가 가능하여 높은 기술적, 상품적 가치를 보유하고 있다. 미래나노텍의 터치패 널은 Mobile, Tablet PC, All-In-One PC, Smart Monitor, DID 등의 분야에서 폭넓게 사용되고 있다.

### 교통안전용 재귀반사시트
재귀반사시트란 입사된 빛이 특유의 패턴(Bead, Prism) 내에서 되반사되어 입사된 방향으로 돌아가는 원리를 지닌 특수시트이다. 미래나노텍은 국내 최초로 초고휘도 및 고휘도 재귀 반사시트를 제조•판매하고 있다. 특히, 고유기술인 프리즘 타입의 원천 기술을 확보하여 제품 생산에 최적화된 공정•설비와 라인(Clean Room)에서 생산된 제품은 우수한 내구성과 작업성을 보유하고 있다.

### 자동차 및 건물용 윈도 필름
윈도 필름은 태양으로부터 도달하는 유해한 자외선 및 열에너지를 동반하는 적외선은 차단하고, 빛은 투과도를 조절하는 제품이다. 미래나노텍의 윈도 필름은 자외선 및 적외선을 99% 이상 차단함으로써 실내 집기류의 탈변색을 방지하고 외부의 열기가 실내로 유입되는 것을 차단하여 에너지 절감 효과가 높다.